# Juan Carrafa

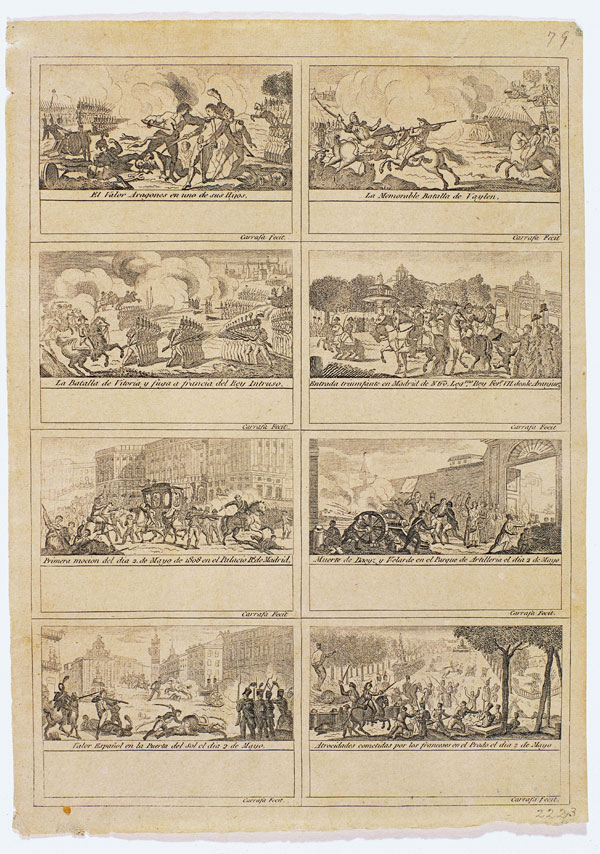
Pliego de tarjetas de visita con episodios de la Guerra de la Independencia, talla dulce. Firmados «Carrafa Fecit», los ocho episodios según sus inscripciones representan: «El Valor Aragones en uno de sus Hijos. / La memorable Batalla de Vaylen. / La batalla de Vitoria y fuga a francia del Rey Intruso. / Entrada triunfante en Madrid de Ntro. Leg.mo Rey Fer.ºVII desde Aranjuez / Primera moción del dia 2. de Mayo de 1808 en el Palacio R.l. de Madrid. / Muerte de Daoyz y Velarde en el Parque de Artilleria el dia 2 de Mayo/ Valor Español en la Puerta del Sol el día 2 de Mayo / Atrocidades cometidas por los franceses en el Prado el día 2 de Mayo». Museo de Historia de Madrid.

Juan Carrafa (Madrid, 1787-1869), grabador calcográfico español. 

## Biografía y obra
Formado en la Real Academia de Bellas Artes de San Fernando, Ossorio indica que en 1808 se presentó al concurso general de los premios que otorgaba la misma academia sin éxito. Más tardía es la primera obra fechada que se le conoce: el llamado «Pliego de naipes con retrato de José Bonaparte», firmado en Madrid en 1811 por un desconocido León como dibujante y Carrafa como grabador. Con dibujo ligero y algo tosco, en el palo de tréboles se reconoce a Napoleón como emperador y Josefina, en tanto representados convencionalmente, en el palo de picas se encuentra simbolizada España, Asia en los diamantes y África en los corazones. Acabada la guerra de la independencia participó en la exaltación por medio de la estampa de la lucha y el heroísmo populares. En 1814 firmó «Carrafa fecit» un juego de ocho tarjetas de visita en un pliego con episodios de la guerra incidiendo en el protagonismo y el sacrificio de las clases populares, tema que será el que protagonice también una estampa suelta dedicada a los fusilamientos del 2 de mayo en el paseo del Prado por dibujo de Zacarías González Velázquez.
Suyo es el retrato del conde de Floridablanca grabado por dibujo de Antonio Guerrero para el último cuaderno, publicado en 1819, de la serie de los Retratos de los españoles ilustres, una de las más ambiciosas empresas de la Real Calcografía iniciada en el siglo anterior. También para la Real Calcografía grabó por dibujos de José Ribelles las 112 estampas de la Colección de trajes de España publicada en catorce cuadernos de ocho estampas cada uno continuando una tradición iniciada en 1777 con la  Colección de trajes de España tanto antiguos como modernos de Juan de la Cruz Cano y Olmedilla.
Se le conocen también algunas estampas sueltas de devoción como la de la Virgen de la Fuencisla, especial Patrona de la Ciudad y Provincia de Segovia, la del Santo Cristo de la Obediencia como se veneraba en la iglesia del Buen Suceso de Madrid, y la de Santa Teresa de Jesús, por dibujo de Antonio Guerrero con quien también había colaborado en 1813 en las ilustraciones de la Historia del famoso predicador Fray Gerundio de Campazas, por el padre Isla, Madrid y Cádiz.
En 1844 fue nombrado conserje de la Real Academia de San Fernando.